# Sasetru
Sasetru fue una empresa de alimentos de la Argentina, que llegó a ser una de las más importantes de su país hasta poco antes de su quiebra, en 1981.

## Fundación y apogeo
Fue fundada en 1948 por tres socios, Jorge Salimei, Ángel Seitún y Fermín Trucco Aguinaga. De las primeras letras de sus apellidos (SAlimei, SEitún, TRUcco) provino el nombre de la empresa. Inscrita como Sociedad de Responsabilidad Limitada y dedicada a la compraventa de "productos del país", en pocos meses estableció sus primeras plantas de procesamiento de alimentos. Desde 1954 fue una sociedad anónima y desde 1961 cotizó sus acciones en la Bolsa de Comercio de Buenos Aires.
Sus directivos estaban muy vinculados al presidente Arturo Frondizi, durante cuyo gobierno la empresa logró un aumento notable de su capacidad de procesamiento de alimentos. Su presidente, Jorge Salimei, fue el primer ministro de economía de la dictadura de Juan Carlos Onganía, entre junio y diciembre de 1966.
Hacia 1970 era una de las dos empresas más grandes en producción y exportación de aceite comestible del país, y una de las más importantes de las empresas de capital puramente nacional. Además de aceite, producía harinas, fideos, conservas, dulces, panificados, vino y arroz. Tenía plantas en Avellaneda (Buenos Aires), Quequén y Luján de Cuyo. Llegó a acaparar un 40 % del mercado total de alimentos para consumo interno, con once mil empleados y alrededor de 140 empresas formando parte del holding. Era dueña del molino más grande del país, del Banco Unido de Inversión —luego Banco Internacional— y una flota mercante, y tenía asignados muelles propios en puertos de Bélgica e Italia. Durante el gobierno peronista entre 1973 y 1976 fue pionera en la cogestión entre capitalistas y obreros, y dos de sus directores eran obreros de planta. Llegó a gestionar su propia obra social y a construir 1500 viviendas para sus obreros.
En 1975, a la muerte de Salimei, fue sucedido al frente de su empresa por su hijo Jorge Martín Salimei. Bajo su mandato se construyó una enorme planta de galletitas en General San Martín (San Juan), y llegaron a exportar el 5,5 % del total de exportaciones del país.

## Quiebra
Al iniciarse la última dictadura militar, la empresa ya afrontaba serios problemas financieros, derivados de la crisis económica que sacudía al país desde el "rodrigazo" del año anterior. El nuevo ministro de economía, José Alfredo Martínez de Hoz, estaba vinculado a las empresas multinacionales y consideraba que Sasetru era un "mal ejemplo". Por otro lado, el general Guillermo Suárez Mason exigió la entrega de la lista de los delegados sindicales de las empresas del grupo, a lo que Salimei se negó; entre los desaparecidos durante el Proceso de Reorganización Nacional figuran numerosos delegados sindicales, muchos de los cuales fueron denunciados por las propias empresas.
De esta época data el proyecto de crushing de soja en la zona de Zárate, siendo la primera planta de molienda y extracción de aceite de soja de Sudamérica, terminada la construcción de la fábrica y su puerto, nunca llegó a operar.
Por presión de Martínez de Hoz, el Banco Internacional fue obligado a endeudarse y muchos de los créditos concedidos no fueron pagados por empresas ligadas al gobierno. El gobierno negó la refinanciación de las deudas del banco con el Banco de la Nación Argentina y el Banco de la Provincia de Buenos Aires, con lo que la situación financiera se hizo insostenible; para 1980 ya debía 500 millones de dólares. Las ventas de la estancia La Peregrina, en la provincia de Entre Ríos, y de la empresa que editaba el diario El Cronista Comercial no mejoraron la situación.
La empresa fue obligada a vender su banco al Bank of America, pero el pago por la venta nunca llegó a ser percibido por Sasetru. De modo que los problemas financieros se acumularon, y la empresa se vio obligada a cerrar varias plantas y a despedir personal. En abril de 1980, el nuevo ministro de Economía, Lorenzo Sigaut, ordenó la intervención estatal de la empresa, junto a varias otras. El 8 de marzo de 1981, tras otra serie de cierres de fábricas, la justicia decretó la quiebra de las 35 empresas que quedaban del grupo Sasetru.
La mayoría de las fábricas quedaron abandonadas. Una de las pocas que se pudo poner nuevamente en marcha fue la planta de San Juan, que pasó por la firma Dilexis y terminó por ser comprada por Pepsi. La planta de Avellaneda fue ocupada por un grupo de extrabajadores que intentó crear una cooperativa, pero el proyecto nunca prosperó. Posteriormente Pepsico, en un reordenamiento de su producción vendió Dilexis a Tía Maruca S. A., el fabricante de galletitas de bajo costo. Esta empresa tomó a los 400 trabajadores que tenía Pepsico pero las altas tasas de interés y achicamiento del mercado durante la presidencia de Mauricio Macri hicieron que Tía Maruca tuviera que pedir su concurso preventivo de acreedores para evitar su quiebra; no obstante Tía Maruca superó dicho obstáculo en años posteriores, incluso sobreponiéndose a la cuarentena producto de la pandemia de COVID-19.